# Pleurothallis cristata
Pleurothallis cristata är en orkidéart som först beskrevs av João Barbosa Rodrigues, och fick sitt nu gällande namn av Célestin Alfred Cogniaux. Pleurothallis cristata ingår i släktet Pleurothallis och familjen orkidéer. Inga underarter finns listade i Catalogue of Life.